# Gager
Gager település Németországban, Mecklenburg-Elő-Pomeránia tartományban.  Gager Thiessow és Middelhagen községekkel határos.

## Népesség
A település népességének változása: